# Campeonato de Primera División 1984 (Argentina)
El Campeonato de Primera División 1984, comúnmente llamado Torneo Metropolitano 1984, fue el septuagésimo cuarto de la era profesional y el segundo certamen del año de la Primera División de Argentina y el último disputado bajo la modalidad de dos torneos anuales, ya que en 1985, tras la disputa del Nacional, la estructura de los torneos cambió, volviéndose al concurso anual único, a partir del Campeonato de Primera División 1985-86, con la salvedad de que fueron adecuados al calendario europeo. Se desarrolló entre el 1 de abril y el 23 de diciembre.
La Asociación Atlética Argentinos Juniors fue campeón por primera vez en su historia, con la dirección técnica de Roberto Saporiti. Debió esperar para su consagración hasta la última fecha, en la que triunfó por 1 a 0 frente al Club Atlético Temperley, a la vez que el Club Ferro Carril Oeste, con el que igualaba el primer puesto al término de la penúltima jornada, empataba 1 a 1 con el Club Estudiantes de La Plata. Clasificó de esta manera a la Copa Libertadores 1985, junto con el campeón del Torneo Nacional 1984, el Club Ferro Carril Oeste.
Al finalizar la disputa, descendieron a Primera B los equipos que ocuparon los dos últimos lugares en la tabla de promedios de las tres últimas temporadas, a diferencia de lo ocurrido el año anterior, en que solo se computaban dos. Sin embargo este cambio ya se había estipulado cuando se decidió la vuelta del sistema de promedios y quedó oficializado en el boletín AFA del 15 de abril de 1982.

## Ascensos y descensos
| Pos     | Equipos ascendidos |
| ------- | ------------------ |
| 1.º     | Atlanta            |
| 1.º Red | Chacarita Juniors  |

| Prom | Equipos descendidos en la temporada 1983 |
| ---- | ---------------------------------------- |
| 18.º | Nueva Chicago                            |
| 19.º | Racing Club                              |

## Equipos
| Equipo             | Ciudad        |
| ------------------ | ------------- |
| Argentinos Juniors | Buenos Aires  |
| Atlanta            | Buenos Aires  |
| Boca Juniors       | Buenos Aires  |
| Chacarita Juniors  | Villa Maipú   |
| Estudiantes        | La Plata      |
| Ferro Carril Oeste | Buenos Aires  |
| Huracán            | Buenos Aires  |
| Independiente      | Avellaneda    |
| Instituto          | Córdoba       |
| Newell's Old Boys  | Rosario       |
| Platense           | Vicente López |
| Racing             | Córdoba       |
| River Plate        | Buenos Aires  |
| Rosario Central    | Rosario       |
| San Lorenzo        | Buenos Aires  |
| Talleres           | Córdoba       |
| Temperley          | Temperley     |
| Unión              | Santa Fe      |
| Vélez Sarsfield    | Buenos Aires  |

### Distribución geográfica de los equipos
| Región                 | Cant. | Equipos |
| ---------------------- | ----- | --- |
| Ciudad de Buenos Aires | 8     | Argentinos Juniors, Atlanta, Boca Juniors, Ferro Carril Oeste, Huracán, River Plate, San Lorenzo y Vélez Sarsfield |
| conurbano bonaerense   | 4     | Chacarita Juniors, Independiente, Platense y Temperley                                                             |
| Provincia de Córdoba   | 3     | Instituto, Racing y Talleres                                                                                       |
| Provincia de Santa Fe  | 3     | Newell's Old Boys, Rosario Central y Unión                                                                         |
| Ciudad de La Plata     | 1     | Estudiantes |

## Tabla de posiciones final
| Pos. | Equipo             | Pts. | PJ | PG | PE | PP | GF | GC | Dif. |
| ---- | ------------------ | ---- | -- | -- | -- | -- | -- | -- | ---- |
| 1.º  | Argentinos Juniors | 51   | 36 | 20 | 11 | 5  | 69 | 33 | 36   |
| 2.º  | Ferro Carril Oeste | 50   | 36 | 19 | 12 | 5  | 46 | 18 | 28   |
| 3.º  | Estudiantes (LP)   | 48   | 36 | 21 | 6  | 9  | 49 | 27 | 22   |
| 4.º  | River Plate        | 43   | 36 | 15 | 13 | 8  | 51 | 38 | 13   |
| 5.º  | Racing (C)         | 43   | 36 | 16 | 11 | 9  | 42 | 31 | 11   |
| 6.º  | Vélez Sarsfield    | 42   | 36 | 14 | 14 | 8  | 43 | 32 | 11   |
| 7.º  | Newell's Old Boys  | 38   | 36 | 17 | 4  | 15 | 36 | 39 | −3   |
| 8.º  | San Lorenzo        | 37   | 36 | 11 | 15 | 10 | 47 | 46 | 1    |
| 9.º  | Talleres (C)       | 34   | 36 | 11 | 12 | 13 | 56 | 55 | 1    |
| 10.º | Chacarita Juniors  | 34   | 36 | 11 | 12 | 13 | 30 | 36 | −6   |
| 11.º | Instituto          | 33   | 36 | 13 | 7  | 16 | 46 | 47 | −1   |
| 12.º | Platense           | 33   | 36 | 10 | 13 | 13 | 34 | 45 | −11  |
| 13.º | Temperley          | 31   | 36 | 9  | 13 | 14 | 23 | 28 | −5   |
| 14.º | Independiente      | 31   | 36 | 10 | 11 | 15 | 45 | 59 | −14  |
| 15.º | Unión              | 30   | 36 | 11 | 8  | 17 | 43 | 46 | −3   |
| 16.º | Boca Juniors       | 30   | 36 | 10 | 10 | 16 | 34 | 49 | −15  |
| 17.º | Huracán            | 27   | 36 | 9  | 9  | 18 | 36 | 55 | −19  |
| 18.º | Rosario Central    | 25   | 36 | 7  | 11 | 18 | 27 | 41 | −14  |
| 19.º | Atlanta            | 24   | 36 | 8  | 8  | 20 | 32 | 61 | −29  |

## Tabla de descenso
| Pos  | Equipo             | 82 | 83 | 84 | Total | Temp. | Promedio |
| ---- | ------------------ | -- | -- | -- | ----- | ----- | -------- |
| 1.º  | Estudiantes (LP)   | 54 | 38 | 48 | 140   | 3     | 46,66    |
| 2.º  | Ferro Carril Oeste | 37 | 46 | 50 | 133   | 3     | 44,33    |
| 3.º  | Independiente      | 52 | 48 | 31 | 131   | 3     | 43,66    |
| 4.º  | Vélez Sarsfield    | 42 | 44 | 42 | 128   | 3     | 42,66    |
| 5.º  | San Lorenzo        | -  | 47 | 37 | 84    | 2     | 42,00    |
| 6.º  | Newell's Old Boys  | 44 | 35 | 38 | 117   | 3     | 39,00    |
| 7.º  | Argentinos Juniors | 28 | 36 | 51 | 115   | 3     | 38,33    |
| 7.º  | Boca Juniors       | 48 | 37 | 30 | 115   | 3     | 38,33    |
| 9.º  | Racing (C)         | 39 | 27 | 43 | 109   | 3     | 36,33    |
| 10.º | River Plate        | 34 | 29 | 43 | 106   | 3     | 35,33    |
| 11.º | Chacarita Juniors  | -  | -  | 34 | 34    | 1     | 34,00    |
| 12.º | Instituto          | 33 | 35 | 33 | 101   | 3     | 33,66    |
| 13.º | Huracán            | 41 | 32 | 27 | 100   | 3     | 33,33    |
| 13.º | Talleres (C)       | 33 | 33 | 34 | 100   | 3     | 33,33    |
| 15.º | Temperley          | -  | 33 | 31 | 64    | 2     | 32,00    |
| 16.º | Platense           | 28 | 34 | 33 | 95    | 3     | 31,66    |
| 16.º | Unión              | 27 | 38 | 30 | 95    | 3     | 31,66    |
| 18.º | Rosario Central    | 37 | 30 | 25 | 92    | 3     | 30,66    |
| 19.º | Atlanta            | -  | -  | 24 | 24    | 1     | 24,00    |

|  |                           |
|  | Descendió a la Primera B. |

## Descensos y ascensos
Atlanta y Rosario Central descendieron a Primera B, siendo reemplazados por Deportivo Español y Gimnasia y Esgrima (LP), para el Nacional 1985.

## Goleadores
| Jugador              | Jugador          | Goles | Equipo             |
| -------------------- | ---------------- | ----- | ------------------ |
| Bandera de Uruguay   | Enzo Francescoli | 24    | River Plate        |
| Bandera de Argentina | Pedro Pasculli   | 21    | Argentinos Juniors |
| Bandera de Argentina | Oscar Dertycia   | 17    | Instituto          |
| Bandera de Argentina | Alberto Marcico  | 17    | Ferro Carril Oeste |
| Bandera de Argentina | Ramón Centurión  | 16    | Unión              |